# Wildental
Wildental ist eine zu Sankt Martin bei Lofer gehörige Katastralgemeinde im Salzburger Land im Bezirk Zell am See in Österreich.

## Geografie
Die kleine Siedlung liegt im Loferer Land im Pinzgauer Saalachtal im Salzburger Land. Der Ort ist nur über eine Straßenverbindung über Strohwolln aus zu erreichen. In die umliegende Region führen Fahr- und Wanderwege, so zum Beispiel auch in den Nationalpark Berchtesgaden und zum Steinernen Meer.